# José de Canterac
José de Canterac (29. července 1787 Casteljaloux – 18. ledna 1835 Madrid) byl španělský vojevůdce francouzského původu, který se ve španělských službách účastnil hispanoamerických válek za nezávislost. V roce 1816 vstoupil do armády Pabla Morilla, který bojoval proti vzbouřencům na ostrově Isla de Margarita. V roce 1822 v hodnosti polního maršála převzal velení nad španělskou armádou v Jižní Americe. Pod jeho velením španělská armáda v roce 1822 zvítězila v bitvě u Ica. Naopak porážky v bitvě u Junínu a Ayacucha vedly ke kapitulaci královské armády. Po jeho návratu do Španělska byl jmenován vrchním generálem v Madridu. Byl zabit v roce 1835 při vzpouře v Puerta del Sol.